# 아비뇽

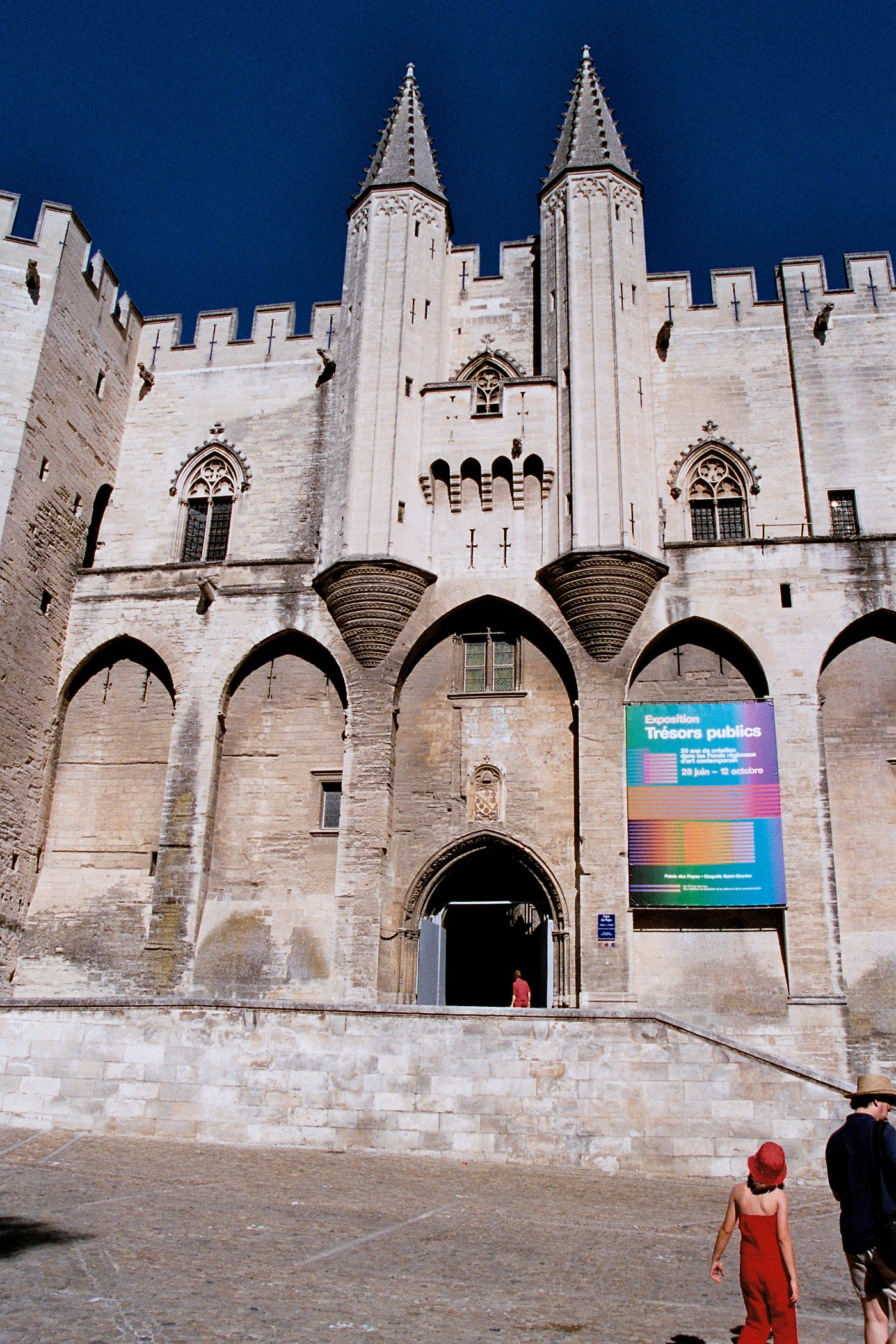
아비뇽의 교황청

아비뇽(프랑스어: Avignon, /aviɲɔ̃/)은 남부 프랑스 보클뤼즈에 속한 코뮌이다. 1999년 인구 조사 결과 전체 인구는 290,466명이고 2004년 중반 조사한 도심 지역 인구는 89,300 명이다. 아비뇽 교황청이 유명하다.

## 지리정보
아비뇽은 원공과 림삼이 어우러진 타원형 도시로 론강의 좌안에 자리잡고 있으며 인근에 듀랑스 강이 있다. 파리시로부터 남남서 방향으로 580 km 거리에 있다.북위 43° 57′  동경 4° 50′  / 북위 43.950°  동경 4.833°  겨울과 봄에 미스트랄이라 부르는 강한 바람이 분다.

## 역사

### 초기 역사
고대 켈트족 시기에 론 강 유역의 오피둠 아베니오에서 기원한 아비뇽은 이오니아계 고대 그리스의 도시였던 마실리아의 주요 식민지 중 하나였다. 이후 로마 제국의 속주인 갈리아 나르보넨시스에 속하였고 하드리아누스가 지금의 도시를 건설하였으나 이 시기의 유물은 거의 남아있지 않다. 5세기 이후 게르만족의 이동 시기 고트족의 영토가 되었으며 브르고뉴 왕국과 아를 왕국, 동고트 왕국등이 지배하였고, 동고트 왕국 멸망 후 프랑크족의 메로빙거 왕조가 이 지역을 지배하였다. 736년 사라센이 이 지역을 정복하였으나 737년 프랑크족의 카를 마르텔이 다시 정복하였다. 프로방스의 보소가 프로방스의 군주가 된 이래 879년까지 독자적인 왕국이 존재하였으나 이후 프랑크 왕국의 지배를 받았다.
1033년 콘라트 2세가 아를 왕국의 군주 지위를 상실하게 되자 프로방스 지역은 1135년까지 공화정을 이루어 선출된 집정관에 의해 통치되었다. 이후, 1135년부터 1146년까지 툴루즈 백작이 통치하기도 하는 등 주위 백작령에 속하였다.
12세기 말 아비뇽은 공화정으로 독립하였으나 알비 십자군의 카타리파 토벌에 휘말리게 되었고, 1226년 공화정은 십자군에 의해 붕괴되었다. 알비 십자군이 종결되자 루이 8세는 아비뇽을 프랑스 왕가의 속령으로 두었다.

### 아비뇽 교황청
1309년 필리프 4세의 후원으로 즉위한 교황 클레멘스 5세가 아비뇽에 교황청을 둔 이래 1377년까지 교황청이 있었다. 교황이 아비뇽 교황청에 있었던 기간을 아비뇽 유수라 한다. 이 기간 동안 교황은 모두 프랑스인이었다.
아비뇽 유수기의 교황은 아래와 같다.
- 교황 클레멘스 5세 (1305년-1314년)
- 교황 요한 22세 (1316년-1334년)
- 교황 베네딕토 12세 (1334년-1342년)
- 교황 클레멘스 6세 (1342년-1352년)
- 교황 인노첸시오 6세 (1352년-1362년)
- 교황 우르바노 5세 (1362년-1370년)
- 교황 그레고리오 11세 (1370년-1378년)

그 후, 프랑스 혁명(1789년) 직후 프랑스 국내의 교회재산이 몰수되고 아비뇽 지방을 프랑스가 합병함으로써 프랑스와 교황과의 관계는 악화되었다.

## 인구
| 연도 | 인구   | ±% p.a. |
| ---- | ------ | ------- |
| 1793 | 24,000 | —       |
| 1800 | 21,412 | −1.62%  |
| 1806 | 23,789 | +1.77%  |
| 1821 | 29,407 | +1.42%  |
| 1831 | 29,889 | +0.16%  |
| 1836 | 31,786 | +1.24%  |
| 1841 | 33,844 | +1.26%  |
| 1846 | 35,169 | +0.77%  |
| 1851 | 35,890 | +0.41%  |
| 1856 | 37,077 | +0.65%  |
| 1861 | 36,081 | −0.54%  |
| 1866 | 36,427 | +0.19%  |
| 1872 | 38,196 | +0.79%  |
| 1876 | 38,008 | −0.12%  |
| 1881 | 37,657 | −0.19%  |
| 1886 | 41,007 | +1.72%  |
| 1891 | 43,453 | +1.17%  |
| 1896 | 45,107 | +0.75%  |

| 연도 | 인구   | ±% p.a. |
| ---- | ------ | ------- |
| 1901 | 46,896 | +0.78%  |
| 1906 | 48,312 | +0.60%  |
| 1911 | 49,304 | +0.41%  |
| 1921 | 48,177 | −0.23%  |
| 1926 | 51,685 | +1.42%  |
| 1931 | 57,228 | +2.06%  |
| 1936 | 59,472 | +0.77%  |
| 1946 | 60,053 | +0.10%  |
| 1954 | 62,768 | +0.55%  |
| 1962 | 72,717 | +1.86%  |
| 1968 | 86,096 | +2.85%  |
| 1975 | 90,786 | +0.76%  |
| 1982 | 89,132 | −0.26%  |
| 1990 | 86,939 | −0.31%  |
| 1999 | 85,935 | −0.13%  |
| 2007 | 91,283 | +0.76%  |
| 2012 | 89,380 | −0.42%  |
| 2017 | 91,921 | +0.56%  |

|  | 기술적 문제로 인해 그래프를 일시적으로 사용할 수 없습니다. 파브리케이터와 미디어위키 위키에 더 자세한 정보가 있습니다. |

## 기후
| 아비뇽의 기후                                                  | 아비뇽의 기후 | 아비뇽의 기후 | 아비뇽의 기후 | 아비뇽의 기후 | 아비뇽의 기후 | 아비뇽의 기후 | 아비뇽의 기후 | 아비뇽의 기후 | 아비뇽의 기후 | 아비뇽의 기후 | 아비뇽의 기후 | 아비뇽의 기후 | 아비뇽의 기후 |
| 월                                                             | 1월           | 2월           | 3월           | 4월           | 5월           | 6월           | 7월           | 8월           | 9월           | 10월          | 11월          | 12월          | 연간          |
| -------------------------------------------------------------- | ------------- | ------------- | ------------- | ------------- | ------------- | ------------- | ------------- | ------------- | ------------- | ------------- | ------------- | ------------- | ------------- |
| 역대 최고 기온 °C (°F)                                         | 20.8 (69.4)   | 23.1 (73.6)   | 26.7 (80.1)   | 31.4 (88.5)   | 34.2 (93.6)   | 42.8 (109.0)  | 39.6 (103.3)  | 42.0 (107.6)  | 35.5 (95.9)   | 31.0 (87.8)   | 23.8 (74.8)   | 19.3 (66.7)   | 42.8 (109.0)  |
| 일평균 최고 기온 °C (°F)                                       | 10.7 (51.3)   | 12.4 (54.3)   | 16.6 (61.9)   | 19.7 (67.5)   | 23.9 (75.0)   | 28.7 (83.7)   | 31.5 (88.7)   | 31.1 (88.0)   | 26.0 (78.8)   | 21.0 (69.8)   | 14.7 (58.5)   | 11.0 (51.8)   | 20.6 (69.1)   |
| 일일 평균 기온 °C (°F)                                         | 6.3 (43.3)    | 7.4 (45.3)    | 10.8 (51.4)   | 13.7 (56.7)   | 17.8 (64.0)   | 22.1 (71.8)   | 24.8 (76.6)   | 24.3 (75.7)   | 19.9 (67.8)   | 15.8 (60.4)   | 10.3 (50.5)   | 6.7 (44.1)    | 15.0 (59.0)   |
| 일평균 최저 기온 °C (°F)                                       | 1.9 (35.4)    | 2.3 (36.1)    | 5.0 (41.0)    | 7.7 (45.9)    | 11.7 (53.1)   | 15.6 (60.1)   | 18.0 (64.4)   | 17.6 (63.7)   | 13.9 (57.0)   | 10.7 (51.3)   | 6.0 (42.8)    | 2.5 (36.5)    | 9.4 (48.9)    |
| 역대 최저 기온 °C (°F)                                         | −8.7 (16.3)   | −7.8 (18.0)   | −9.9 (14.2)   | −4.2 (24.4)   | 2.4 (36.3)    | 6.7 (44.1)    | 10.7 (51.3)   | 9.5 (49.1)    | 5.5 (41.9)    | −2 (28)       | −7.1 (19.2)   | −8.6 (16.5)   | −9.9 (14.2)   |
| 평균 강수량 mm (인치)                                          | 55.6 (2.19)   | 35.6 (1.40)   | 36.1 (1.42)   | 59.9 (2.36)   | 52.3 (2.06)   | 35.2 (1.39)   | 23.9 (0.94)   | 35.0 (1.38)   | 91.1 (3.59)   | 88.6 (3.49)   | 92.0 (3.62)   | 43.5 (1.71)   | 648.8 (25.54) |
| 평균 강수일수 (≥ 1.0 mm)                                       | 5.7           | 4.8           | 4.4           | 6.5           | 6.0           | 3.7           | 2.6           | 3.3           | 5.2           | 6.0           | 7.5           | 5.2           | 60.9          |
| 출처: 프랑스 기상청 (평년값: 1991년~2020년, 극값: 1993년~현재) |               |               |               |               |               |               |               |               |               |               |               |               |               |

## 자매 도시
- 독일 베츨라어 (1960년)
- 그리스 이오아니나 (1984년)
- 미국 뉴헤이번 (1993년)

## 출신 유명인
- 제롬 뒤크로스